# EM01L
Nexus 5 EM01L（ネクサス ファイブ イーエムゼロイチエル）は、韓国のLGエレクトロニクスによって開発された、ソフトバンクのY!mobileブランド（旧イー・アクセスおよびワイモバイル）の第3.9世代移動通信システム（EMOBILE 4G-S）端末である。Google Play版のNexus 5と、ハードウェア・ソフトウェア共に同一機種である。
OSはAndroid 4.4(後に、4.4.4→5.0.1→5.1.1→6.0→6.0.1にバージョンアップ)を搭載している。
「Y!mobile」へのブランド変更後も継続販売されている（契約形態は、後述のワイモバイルが新設した、「電話サービス(タイプ1)」を使用）。

## 概要
イー・アクセス向けとしては初となるLGエレクトロニクス製の端末でかつ、初のNexus端末となる。オペレータ向けに供給されるNexus端末のスマートフォンは、2011年にNTTドコモ向けに発売されたSC-04D(GALAXY Nexus)以来2機種目となるが、こちらはキャリアロゴの刻印が施されていない。
販売価格がGoogle Playより約1万円高く設定されており、ストレージ容量は当初は16GBモデルのみだったが、2014年2月に32GBモデルも販売されることになった（カラバリの追加は、同年3月および同4月に行われた）。なお、従来のイー・アクセス端末と同じくSIMフリーとなっている。
本端末は、イー・アクセスのLTE回線に対応しているが、ソフトバンクモバイル契約に准じた提供（音声はSoftBank 3G、データはダブルLTEにてそれぞれ提供）がなされるため、SBMのMVNO利用ということになる。ちなみに、Android 4.4時点でロック画面に表示されるキャリア名は「SOFTBANK」となる（5.0以降にバージョンアップした場合は「SoftBank」の表示がされる。ただし、Y!mobileブランドのUSIMカードを使用している場合は、これに関わらず、Y!mobileの表示となる）。
また、Androidの「標準ブラウザ」は本端末では使用できず、Google Chromeが事実上の初期ブラウザとなっているため、一部のキャリアサービス（あるいは、ソフトバンクまとめて支払いなどのオペレータ経由で課金されるサービスの一部で「標準ブラウザ」の利用が必要なものなど）が利用できないものも散見される。
SMSやいわゆる「キャリアメール」は、EM01Fのような専用アプリ（EMメール-S）を使用せず、Google ハングアウト(後に、Google メッセンジャーでも対応)を使用して行う（なお、即時配信（プッシュ受信）はできないので、端末で最短で5分ごとにメールを取りに行く仕組（フェッチ受信）となっている）。ワイモバイルとなってから発売されるスマートフォンについては、旧イー・アクセス網型（例・302HW）、EMOBILE 4G-Sベース型(例・302KC)のいずれにもこの方式が継承され、同社提供の端末ではGoogle+ ハングアウトの利用が事実上標準化されている。
イー・アクセスのLTEモデルでは一般的な、UE Category 4対応であり、端末仕様上のLTE利用時の通信最高速度は下り150Mbps、上り50Mbpsだが、イー・アクセス自社網同様、ダブルLTE網が対応していないため、事実上は、下り75Mbps、上り25Mbpsが最高速度となる（その後、一部地域でソフトバンクモバイルのBands 1におけるLTE網が下り112.5Mbpsに対応したことから、当該エリアでは同速度で利用可能となっている。2018年2月以降は、旧イー・アクセス網でも順次、下り112.5Mbpsに対応させる予定）。
電話帳機能は、端末のローカル領域への保存ができないため、Googleアカウントに保存する形となる。
なお、EMロゴなどがないため、見た目では、Google Playモデルとの区別がほとんど付かないが、対応するUIMカードや修理を含めたサポート関連は、IMEIで区別することを明らかにしている。
「Y!mobile」にブランド統合した2014年8月1日以降、本端末は「Y!mobile」のスマートフォン向け料金プランである「スマホプラン」の対象機種となった。8月以降出荷分のワイモバイル版の内部型番（商品コード）も、ソフトバンクモバイル式のものが新たに導入されている（本体がLGAAAx・附属品を含めた販売品としてのセットがLGSAAx、x部分は16Gブラックが1、同ホワイトが2、32Gブラックが3、同ホワイトが4、16Gブライトレッドが5、32GBブライトレッドが6）。
内蔵電池パックの交換は、ワイモバイルのショップ店で預かり修理扱いで税抜・8500円で提供される。
その他、附属品等のオプション設定はされておらず、ACアダプタの追加は、ソフトバンク コマース&サービスがY!mobileブランド向けに発売する「ワイモバイル用 充電ACアダプタ03」（AC-03MU-K、ホシデン製、ソフトバンク コマース&サービス販売）などを利用する形となる（ちなみに、試供品扱いとして添付されるアダプタの出力は1.2Aであるため、「ワイモバイル用 充電ACアダプタ03」のほうが早く充電ができるはずである）。

## その他機能
| 主な対応サービス       | 主な対応サービス       | 主な対応サービス                       | 主な対応サービス      |
| ---------------------- | ---------------------- | -------------------------------------- | --------------------- |
| タッチパネル           | TFT液晶(IPS) 5.0インチ | フルブラウザ                           | EMOBILE 4G-S          |
| バッテリー容量 2300mAh | テザリング             | WiFi                                   | A-GPS                 |
| CMOS800万画素カメラ    | ワンセグ               | デジタルオーディオプレーヤー(AAC)(WMA) | おサイフケータイ／NFC |
| Bluetooth              | 赤外線通信             | 緊急速報メール                         | 防水／防塵            |

## 歴史
- 2013年11月1日 - Googleより発表。
- 同日 - イー・アクセスでの16GBモデルの販売を発表[4]。
- 2013年11月15日 - 発売開始[5]。
- 2014年2月5日 - Googleより、ブライトレッドのカラバリ追加を発表。
- 同日 - イー・アクセスより、EM01Lの新色としてブライトレッドを追加と32GBモデルの取り扱いを行うことを発表。
- 2014年2月14日 - ブラックとホワイトの32GBモデルを発売。
- 2014年3月7日 - イー・アクセスより、ブライトレッドの発売日と同色の32GBの取り扱いを行うことを発表。
- 2014年3月14日 - ブライトレッドの16GBモデルを発売開始。
- 2014年4月11日 - ブライトレッドの32GBモデルを発売開始。
- 2024年1月頃 - SoftBank 3Gの終了に伴い、音声通話が出来なくなる予定。

## アップデート履歴
- 2013年12月10日[6]
  - OSを、4.4から4.4.2へバージョンアップ
  - LTEエリアで着信転送設定の確認や変更に失敗することがある事象の改善
  - Nexus 5 （EM01L）をパソコンへUSB接続した場合にUSBテザリングが有効にできないことがある事象の改善
  - その他動作安定性の向上
- 2014年6月3日[7]
  - OSを、4.4.2から4.4.3へバージョンアップ
- 2014年6月20日[8]
  - OSを、4.4.3から4.4.4へバージョンアップ
  - セキュリティおよび動作安定性の向上
- 2014年11月13日[9]
  - OSを、4.4.4から5.0へバージョンアップ
- 2014年12月16日[10]
  - OSを、5.0から5.0.1へバージョンアップ
  - NTT東日本、NTT西日本が運営する「災害用伝言ダイヤル(171)」が利用できない事象の改善
  - 一部のダイヤルサービスが利用できない事象の改善
  - 動作安定性の向上
- 2015年3月24日[11]
  - OSを、5.0.1から5.1へバージョンアップ
  - 動作安定性の向上
- 2015年5月21日[12]
  - OSを、5.1から5.1.1へバージョンアップ
  - 動作安定性の向上
- 2015年8月6日[13]
  - セキュリティおよび動作安定性の向上
  - ビルド番号:LMY48I
- 2015年9月9日[14]
  - セキュリティおよび動作安定性の向上
  - ビルド番号:LMY48N
- 2015年10月6日[15]
  - OSを、5.1.1から6.0へバージョンアップ
  - ビルド番号:MRA58I
- 2015年11月4日[16]
  - セキュリティおよび動作安定性の向上
  - ビルド番号:MRA58N
- 2015年12月8日[17]
  - OSを、6.0から6.0.1へバージョンアップ
  - セキュリティおよび動作安定性の向上
  - ビルド番号:MMB29K
- 2016年1月5日[18]
  - セキュリティの向上
  - ビルド番号:MMB29S
- 2016年2月2日[19]
  - セキュリティの向上
  - ビルド番号:MMB29Q
- 2016年3月8日[20]
  - セキュリティの向上
  - ビルド番号:MMB29V
- 2016年5月3日[21]
  - セキュリティの向上
  - ビルド番号:MOB30H
- 2016年12月6日[22]
  - セキュリティの向上
  - ビルド番号:M4B30Z